# Berezniaky (hromada Moszny)
Berezniaky (ukr. Березняки) – wieś na Ukrainie, w obwodzie czerkaskim, w rejonie czerkaskim, w hromadzie Moszny. W 2001 liczyła 606 mieszkańców.